# 桶钩藤
桶钩藤（学名：Rhamnus formosana）为鼠李科鼠李属下的一个种。